# Équation eikonale
En optique géométrique, l'équation eikonale, ou iconale, est l'équation fondamentale régissant le trajet de la lumière dans un milieu. Elle permet de démontrer toutes les autres lois, telles que les lois de Snell-Descartes, et de déterminer les trajectoires des rayons lumineux.

## Onde électromagnétique progressive dans un milieu inhomogène

### Position du problème
Dans un milieu linéaire local isotrope, mais inhomogène, les composantes spectrales des champs sont données par les équations de Maxwell ; sans sources libres, tous les champs pourront être écrits sous la même forme que le champ électrique :
{\displaystyle {\vec {E}}\left({\vec {r}},t\right)={\vec {E_{0}}}\!\left({\vec {r}}\right)\,\exp \left[-i\left(\omega \,t-k_{0}\,S({\vec {r}})\right)\right]}
où {\displaystyle k_{0}={\frac {\omega }{c}}} (c étant la vitesse de la lumière dans le vide).
Pour un champ monochromatique donné, il y a une infinité de couples {\displaystyle ({\vec {E_{0}}},S)} possibles. Dorénavant, on ne considère plus que celui tel que la variation de {\displaystyle {\vec {E_{0}}}} soit la plus faible à l'échelle de la longueur d'onde {\displaystyle \lambda _{0}} ; la fonction {\displaystyle S} correspondante est appelée fonction eikonale (ou iconale), et on peut noter que les surfaces à {\displaystyle S({\vec {r}})} constant correspondent aux surfaces d'ondes.

### Approximation fondamentale de l'optique géométrique
L'approximation fondamentale de l'optique géométrique consiste à considérer que les variations relatives des amplitudes, ainsi que des constantes {\displaystyle \varepsilon _{r}} et {\displaystyle \mu _{r}} du milieu, sont très faibles à l'échelle de la longueur d'onde :
{\displaystyle \lambda _{0}={\frac {2\pi }{k_{0}}}}.
Une analyse d'ordres de grandeur montre que, dans chaque premier membre des équations de Maxwell, le terme comportant {\displaystyle k_{0}\,{\vec {\nabla }}\,S} est prépondérant, et l'autre négligeable. En effet on a :
{\displaystyle \partial _{k}{\vec {E}}({\vec {r}},t)=(\partial _{k}{\vec {E}}_{0}+i{\vec {E}}_{0}k_{0}\partial _{k}S)e^{-i(\omega t-k_{0}S({\vec {r}}))}}
{\displaystyle \partial _{k}^{2}{\vec {E}}({\vec {r}},t)=(\partial _{k}^{2}{\vec {E}}_{0}+2i\partial _{k}{\vec {E}}_{0}k_{0}\partial _{k}S+i{\vec {E}}_{0}k_{0}\partial _{k}^{2}S-{\vec {E}}_{0}k_{0}^{2}(\partial _{k}S)^{2})e^{-i(\omega t-k_{0}S({\vec {r}}))}}
{\displaystyle \partial _{t}^{2}{\vec {E}}({\vec {r}},t)=-\omega ^{2}{\vec {E}}_{0}({\vec {r}})e^{-i(\omega t-k_{0}S({\vec {r}}))}}
Ce qui donne, lorsqu'on l'injecte dans l'équation de propagation pour un milieu matériel linéaire, homogène et isotrope :
{\displaystyle \Delta {\vec {E}}-\varepsilon _{r}{\frac {1}{c^{2}}}{\frac {\partial ^{2}{\vec {E}}}{\partial t^{2}}}={\vec {0}}}
l'équation
{\displaystyle \Delta {\vec {E}}_{0}+2ik_{0}({\vec {\nabla }}S.{\vec {\nabla }}){\vec {E}}_{0}+i{\vec {E}}_{0}k_{0}\Delta S-{\vec {E}}_{0}k_{0}^{2}({\vec {\nabla }}S)^{2}+{\frac {\varepsilon _{r}}{c^{2}}}\omega ^{2}{\vec {E}}_{0}({\vec {r}})={\vec {0}}}
où l'on peut séparer la partie réelle et imaginaire, et utiliser {\displaystyle \lambda _{0}={\frac {2\pi }{k_{0}}}} et {\displaystyle k_{0}={\frac {\omega }{c}}} pour obtenir les deux équations :
{\displaystyle \lambda ^{2}\Delta {\vec {E}}_{0}-{\vec {E}}_{0}({\vec {\nabla }}S)^{2}+\varepsilon _{r}{\vec {E}}_{0}({\vec {r}})={\vec {0}}}
{\displaystyle 2({\vec {\nabla }}S.{\vec {\nabla }}){\vec {E}}_{0}+{\vec {E}}_{0}k_{0}\Delta S={\vec {0}}}
or l'approximation de l'optique géométrique consiste à considérer que les variations du milieu et donc de l'amplitude du champ sont faibles à l'échelle d'une longueur d'onde, ce qui implique que le terme {\displaystyle \lambda ^{2}\Delta {\vec {E}}_{0}} soit négligeable, on en déduit :
{\displaystyle \left({\vec {\nabla }}S\right)^{2}=\varepsilon _{r}=n^{2}}
qui est la relation appelée équation de l'eikonale, qui s'écrit encore :
{\displaystyle {\vec {\nabla }}S=n\,{\vec {u}}}
où {\displaystyle {\vec {u}}} désigne un vecteur unitaire de {\displaystyle \mathbb {C} ^{3}}.
On en déduit alors facilement la structure de cette onde monochromatique, appelée onde de l'optique géométrique : les champs sont transverses :
{\displaystyle {\vec {B_{0}}}={\vec {\nabla }}\,S\times {\frac {\vec {E_{0}}}{c}}}
Cette équation ne fait intervenir ni {\displaystyle {\vec {E_{0}}}} ni {\displaystyle \omega } explicitement ce qui permet de l'atteindre par l'intermédiaire du chemin optique.
La structure locale de cette onde est analogue à celle d'une onde plane progressive, puisqu'à l'échelle de la longueur d'onde sa phase s'écrit :
{\displaystyle \varphi =k_{0}\,S({\vec {r}})=k_{0}\left[S({\vec {r_{0}}})+{\vec {\nabla }}\,S\cdot \left({\vec {r}}-{\vec {r_{0}}}\right)\right]\equiv k_{0}\,S({\vec {r_{0}}})+nk_{0}{\vec {u}}\cdot \left({\vec {r}}-{\vec {r_{0}}}\right)}
Soit :
{\displaystyle \varphi \equiv {\vec {k}}\cdot {\vec {r}}+\varphi _{0}}
d'où découle la simplicité de l'onde de l'optique géométrique, les manipulations mathématiques effectuées étant les mêmes que pour les ondes planes monochromatiques progressives.
Remarques :
- l'équation de l'eikonale reste valable dans les milieux anisotropes, {\displaystyle {\vec {u}}} désignant alors la normale aux ondes en un point, et {\displaystyle n} est l'un des deux indices possibles en ce point, compte tenu de la direction de {\displaystyle {\vec {u}}}.
- le champ électrique s'écrivant alors en général {\displaystyle {\vec {E}}({\vec {r}},t)={\vec {A}}\exp \left(i({\vec {k}}\cdot {\vec {r}}-\omega _{0}t)\right)}  avec {\displaystyle {\vec {A}}={\vec {E_{0}}}\exp(i\varphi _{0}).}

### Propagation de l'énergie – Notion de rayon lumineux
Pour des raisons expérimentales, on ne s'intéresse en optique qu'au flux d'énergie moyen, calculé à l'aide d'un vecteur de Poynting moyen {\displaystyle \langle {\vec {R}}\rangle }. Les rayons lumineux sont définis comme étant les lignes du champ {\displaystyle \langle {\vec {R}}\rangle }, c'est-à-dire les lignes de courant de l'énergie électromagnétique en moyenne.
Si {\displaystyle {\vec {u}}\in \mathbb {C} ^{3}\smallsetminus \mathbb {R} ^{3}}, ou si {\displaystyle {\vec {u}}} est réel mais {\displaystyle n} imaginaire pur, on dit que l'onde est inhomogène (ou évanescente si {\displaystyle n^{2}\in \mathbb {R} } ; dans ce cas, {\displaystyle \langle {\vec {R}}\rangle } n'est parallèle ni à {\displaystyle {\vec {u'}}=\operatorname {Re} \left({\vec {u}}\right)}, ni à {\displaystyle {\vec {v'}}=\operatorname {Re} \left({\vec {v}}\right)} où {\displaystyle {\vec {v}}=n\,{\vec {u}}}, ni au plan {\displaystyle \left({\vec {u}},{\vec {w}}\right)} avec {\displaystyle {\vec {w}}=\operatorname {Im} \left({\vec {u}}\right)} – mais pour {\displaystyle {\vec {v}}} fixé sa direction dépend aussi de {\displaystyle {\vec {E_{0}}}} donc de la polarisation de l'onde inhomogène.
En revanche, si {\displaystyle {\vec {u}}} est réel en tout point, l'onde est dite homogène, et alors {\displaystyle \langle {\vec {R}}\rangle } est parallèle à {\displaystyle {\vec {u}}}, indépendamment de {\displaystyle {\vec {E_{0}}}}, c'est le miracle de l'optique géométrique : les rayons lumineux sont des lignes du champ {\displaystyle {\vec {u}}} (ou {\displaystyle {\vec {v}}}) et ne dépendent pas des caractéristiques ondulatoires ({\displaystyle {\vec {E_{0}}}} et {\displaystyle \omega }).
Pour toute la suite, on considèrera que {\displaystyle {\vec {u}}} est réel partout ; on montre que ceci ne peut être réalisé, en général, que si n< est réel en tout point.

### Équation des rayons lumineux
On paramètre le rayon par l'abscisse curviligne {\displaystyle s}, un point du rayon est donc représenté par le vecteur {\displaystyle {\vec {r}}(s)}. Par définition, {\displaystyle {\vec {u}}} est tangent au rayon :
{\displaystyle {\frac {d{\vec {r}}}{ds}}={\vec {u}}={\frac {{\vec {\nabla }}S}{n}}}
On en déduit l'équation générale d'un rayon lumineux dans un milieu d'indice {\displaystyle n({\vec {r}})} :
{\displaystyle {\frac {d}{ds}}\left(n{\frac {d{\vec {r}}}{ds}}\right)={\vec {\nabla }}n}
La démonstration est le calcul du taux de variation de la phase de l'onde (à k0 près) sur l'axe i au long de son trajet indexé par son abscisse curviligne s.
Cette équation permet de décrire le chemin suivi par la lumière dans un milieu homogène (ligne droite), mais aussi lors d'un mirage ou dans une fibre optique par exemple. A la traversée d'un dioptre, {\displaystyle {\vec {\nabla }}n} n'est pas défini, il faut alors utiliser les lois de Snell-Descartes.

## Propriété des rayons lumineux

### Principe de Fermat (1650)
À partir de l'équation eikonale, il est facile de montrer que le chemin optique {\displaystyle L} entre deux points {\displaystyle A} et {\displaystyle B} fixés est minimal dans le cas où il n'existe qu'une seule onde de l'optique géométrique en tout point (et donc un seul rayon associé...).
Dans le cas plus général où les rayons des diverses ondes peuvent se croiser, {\displaystyle L} est seulement stationnaire (ceci se prouverait en utilisant les équations de Lagrange).
Un disciple d'Euclide avait déjà deviné ce principe, dans un cas très particulier : celui d'une réflexion sur un miroir plan.

### Conséquences immédiates
- Propagation rectiligne de la lumière : dans les cas simples, avec des dioptres ou miroirs séparés par de milieux homogènes, les rayons seront donc constitués de lignes brisées en des points situés sur ces dioptres (ou miroirs), ce qui fait que la stationnarité de {\displaystyle L} ne sera recherchée que sur cette classe restreinte de courbes ; on peut alors trouver des cas où, pour le rayon, {\displaystyle L} est maximum sur cette classe, ou stationnaire seulement, ou minimum – mais sur l'ensemble de toutes les courbes allant de {\displaystyle A} à {\displaystyle B} fixés, {\displaystyle L} ne peut jamais être maximum (absolu) pour les rayons.
- Loi du retour inverse... mais l'exemple de la réflexion partielle montre bien que le principe de Fermat ne fait qu'indiquer quels sont les divers trajets possibles pour la lumière, sans préciser comment le flux lumineux se répartit entre eux ![pas clair]

### Lois de Snell-Descartes(Harriot, 1598)
La démonstration (par la recherche de l'extremum de {\displaystyle L=n_{1}AI+n_{2}IB}, ou par la continuité de la composante tangentielle de {\displaystyle {\vec {v}}} car {\displaystyle {\overrightarrow {\operatorname {rot} }}\,{\vec {v}}={\vec {0}}}) débouche tout de suite sur la construction de Descartes.